# Štadión MŠK Námestovo
Štadión MŠK Námestovo – stadion sportowy w Namiestowie, na Słowacji. Obiekt może pomieścić 2000 widzów. Swoje spotkania rozgrywają na nim piłkarze klubu MŠK Námestovo.